# Paolo di Tammah
Paolo di Tammah, anche conosciuto come Paule El-Tamoohe (... – 17 ottobre 415), fu un eremita che visse, insieme al proprio discepolo Ezechiele, sui monti presso l'antica città di Ansana, oggi facente parte del Governatorato egiziano di Al Minya; è venerato come santo dalla Chiesa copta.

## Agiografia
Secondo la tradizione agiografica visse gran parte della sua vita in digiuno e penitenza tanto che, secondo una leggenda copta, Gesù apparse lui ordinandogli di porre fine al proprio digiuno con le parole «Così può bastare mio amato Paolo». Fece conoscenza, alla fine della sua vita, con l'abate Bishoi che si era rifugiato sui monti presso Ansana per sfuggire all'attacco subito dal proprio monastero da parte dei berberi.
Secondo le testimonianze tramandate dal suo discepolo, San Paolo morì il 17 ottobre 415. Le sue reliquie si trovano oggi nella chiesa principale del monastero intitolato a San Bishoi nel deserto di Shihat. È venerato come santo dalla Chiesa Copta.